# Antilles néerlandaises aux Jeux olympiques d'été de 1988
Les Antilles néerlandaises participent aux Jeux olympiques d'été de 1988 à Séoul. Sa délégation est composée de 3 athlètes répartis dans 3 sports.

## Liste des médaillés
Seul Jan Boersma remporte la médaille d'argent pour les Antilles néerlandaises en voile. C'est la seule médaille remportée par la nation aux Jeux olympiques.